# Sakari Pälsi

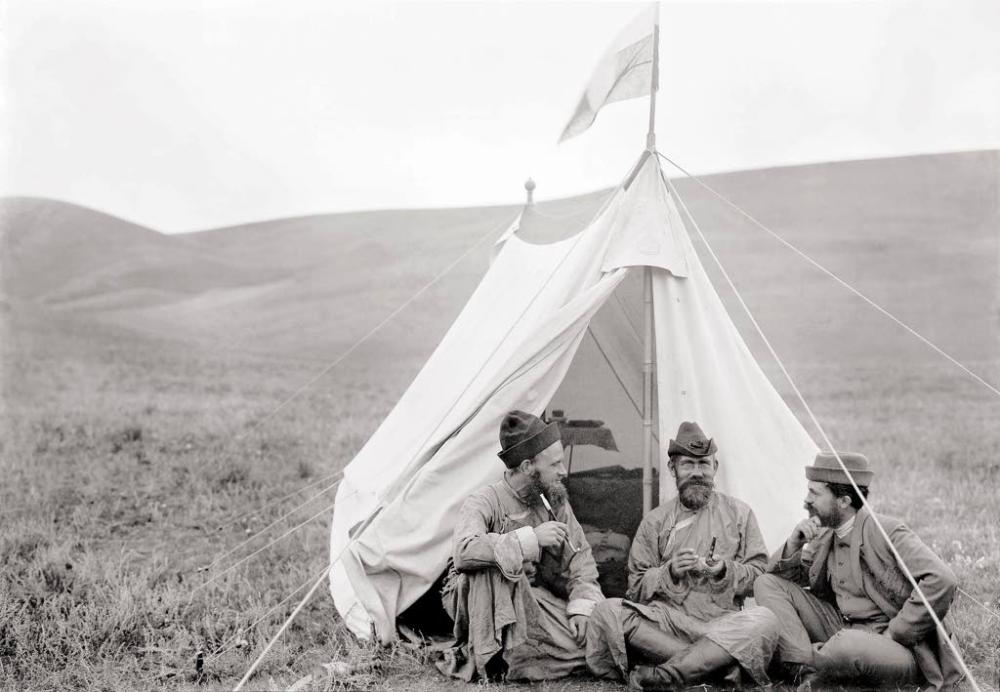
Sakari Pälsi, G. J. Ramstedt und J. G. Granö im Changai-Gebirge in der Mongolei, 1909

Sakari Lemmitty Pälsi (* 9. Juli 1882 in Loppi; † 22. April 1965 in Helsinki) war ein finnischer Schriftsteller, Ethnologe und Archäologe.

## Leben
Im Jahr 1909 absolvierte Pälsi zu Forschungszwecken eine Reise in die nördliche Mongolei. Von 1917 bis 1919 folgte eine Reise zu den Tschuktschen auf die Halbinsel Kamtschatka. Bedingt durch den im Zuge der Oktoberrevolution in Russland herrschenden Bürgerkrieg riss der Kontakt nach Finnland und die Möglichkeit daher Geld zu beziehen ab. Er betätigte sich daher eine Weile als Pelzhändler. In den 1920er bis 1940er Jahren bereiste er Europa und Nordamerika. Auf seinen Reisen fertigte er Fotografien und Filme an.
Außer Reiseberichten und Schriften zu ethnologischen und archäologischen Themen verfasste er auch bekannte humoristische Erzählungen.